# Археологический музей Вестфалии-Липпе
Археологический музей Вестфалии-Липпе (нем. LWL-Museum für Archäologie Westfälisches Landesmuseum) — находящийся под патронажем Земельного общества Вестфалия-Липпе (Landschaftsverband Westfalen-Lippe (LWL)) археологический музей в городе Херне, немецкая земля Северный Рейн-Вестфалия.

## История
Первое собрание археологических находок в Вестфалии было открыто для обозрения в 1836 году в Мюнстере. В 1908 году оно было переведено в открывшийся местный краеведческий музей. В 1930 году археологическая коллекция было выставлена в отдельном помещении и в 1934 получила название «Земельный музей первобытной и древней истории» (Landesmuseum für Vor- und Frühgeschichte). Во время Второй мировой войны здание музея было разрушено бомбардировками 1943 и 1945 годов. В 1963—1970 происходило строительство нового музея. В 1980 году он получил название «Вестфальский археологический музей». В 2001 году, по решению Земельного общества Вестфалия-Липпе, музей в Мюнстере был закрыт. В городе Херне строятся новые помещения для него, которые в марте 2003 были открыты для посещений. В 2007 году музей был вновь переименован — в «LWL-Museum für Archäologie. Westfälisches Landesmuseum».

## Здание
Новое сооружение в Херне, где ныне размещается Вестфальский археологический музей, уходит под землю, так как там находится большинство выставочных помещений, общая площадь которых составляет 6.800 м². Оба главных выставочных зала находятся под землёй. Под землёй также находится и музейный кинозал. Над ними высится кубообразный входной портал с прилегающими залами. Это сооружение в 2003 году было отмечено Союзом немецких архитекторов как одно из лучших построек земли Северный Рейн-Вестфалия (Auszeichnung guter Bauten 2003). Оно также доступно для посещения инвалидами.

## Коллекция
Основной темой, освещаемой собранием экспонатов музея, является 250-тысячная история проживания человека на территории Вестфалии. В экспозиции, содержащей более 10 тысяч предметов хранения, до мельчайших подробностей восстановлены места крупных археологических находок в регионе — начиная от раскопок в местах поселений человека во времена последнего Ледникового периода. Посетители видят древние постройка, колодцы, могилы, а также весь объём археологических изысканий, сопровождавших открытие и изучение находок. Для пояснений можно посмотреть фильмы, рассказывающие о работе учёных. посетить также исследовательские лаборатории музея.
В музее, кроме постоянной экспозиции, проводятся также и временные выставки, как правило связанные с вопросами истории и культуры.

## Справочная информация
Вестфальский археологический музей расположен по адресу:
- LWL-Museum für Archäologie — Westfälisches Landesmuseum
- Europaplatz 1,
- 44623 Herne

## Официальный сайт музея
- портал Археологического музея Вестфалии-Липпе